# Hélicoptères Guimbal
Hélicoptères Guimbal est une PME française fondée en 2000 par Bruno Guimbal. Basée sur l'aérodrome d'Aix - Les Milles, elle développe et commercialise l'hélicoptère Cabri G2.

## Présentation
Les débuts de la société sont difficiles. Le premier appareil est livré le 20 septembre 2008.
Vingt-cinq livraisons sont annoncées pour 2014 et cinquante pour 2016. En 2015, quarante-quatre hélicoptères sont produits et livrés dans douze pays dont les États-Unis et le Brésil. 26 Cabri G2 sont livrés en 2019.
Au 31 décembre 2014, la société compte 52 employés.
Au 7 juillet 2022, l'entreprise Guimbal a livré son 300e hélicoptère Cabri .

## Galerie

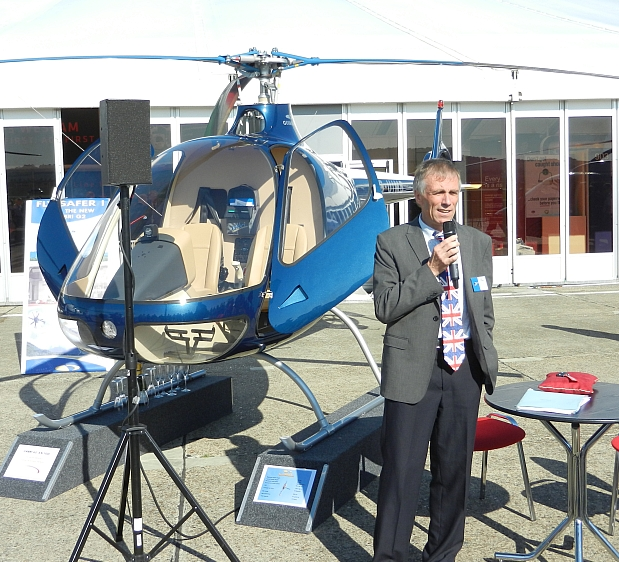
Bruno Guimbal devant un Cabri G2
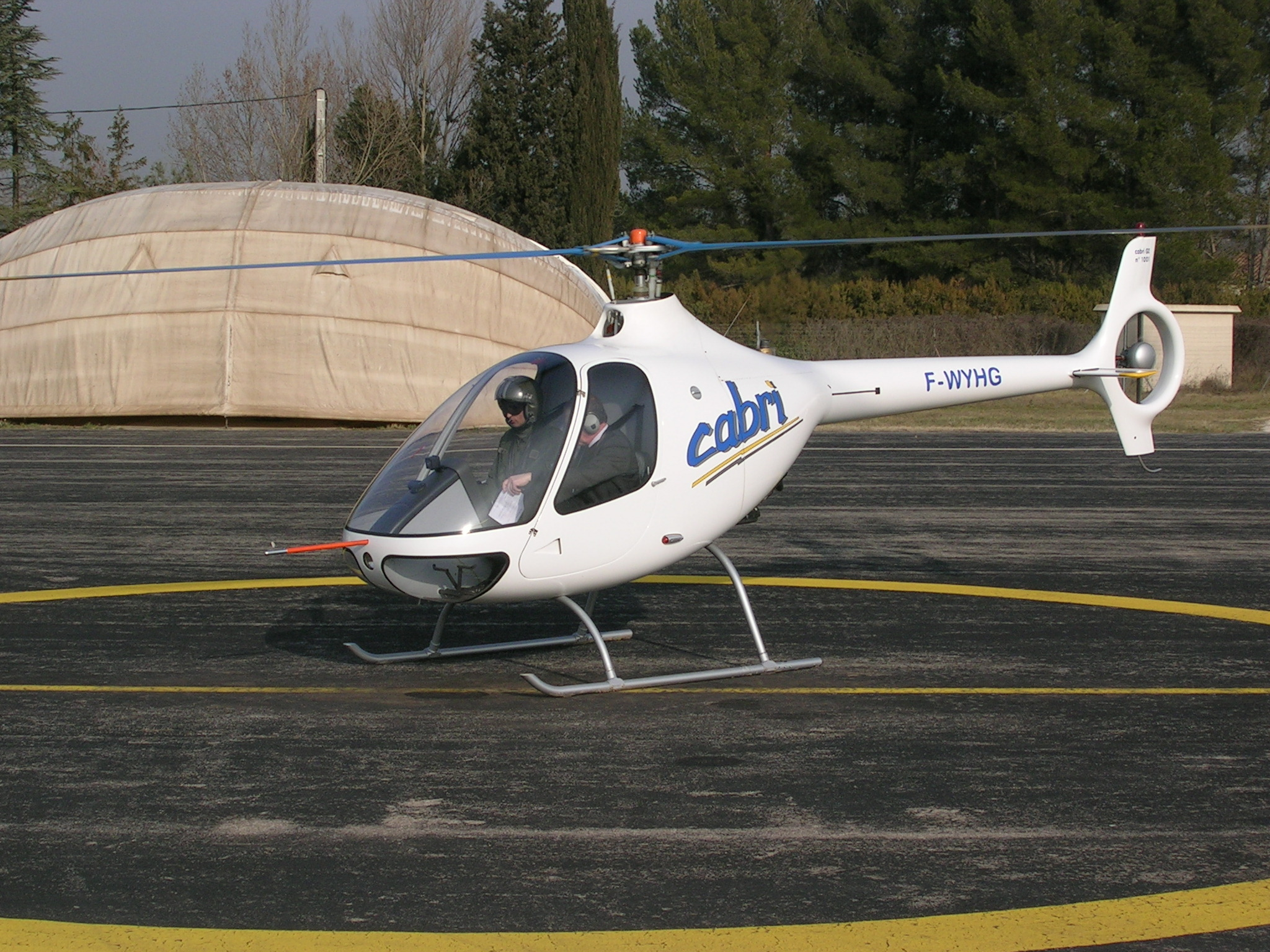
Un Cabri G2 au point fixe
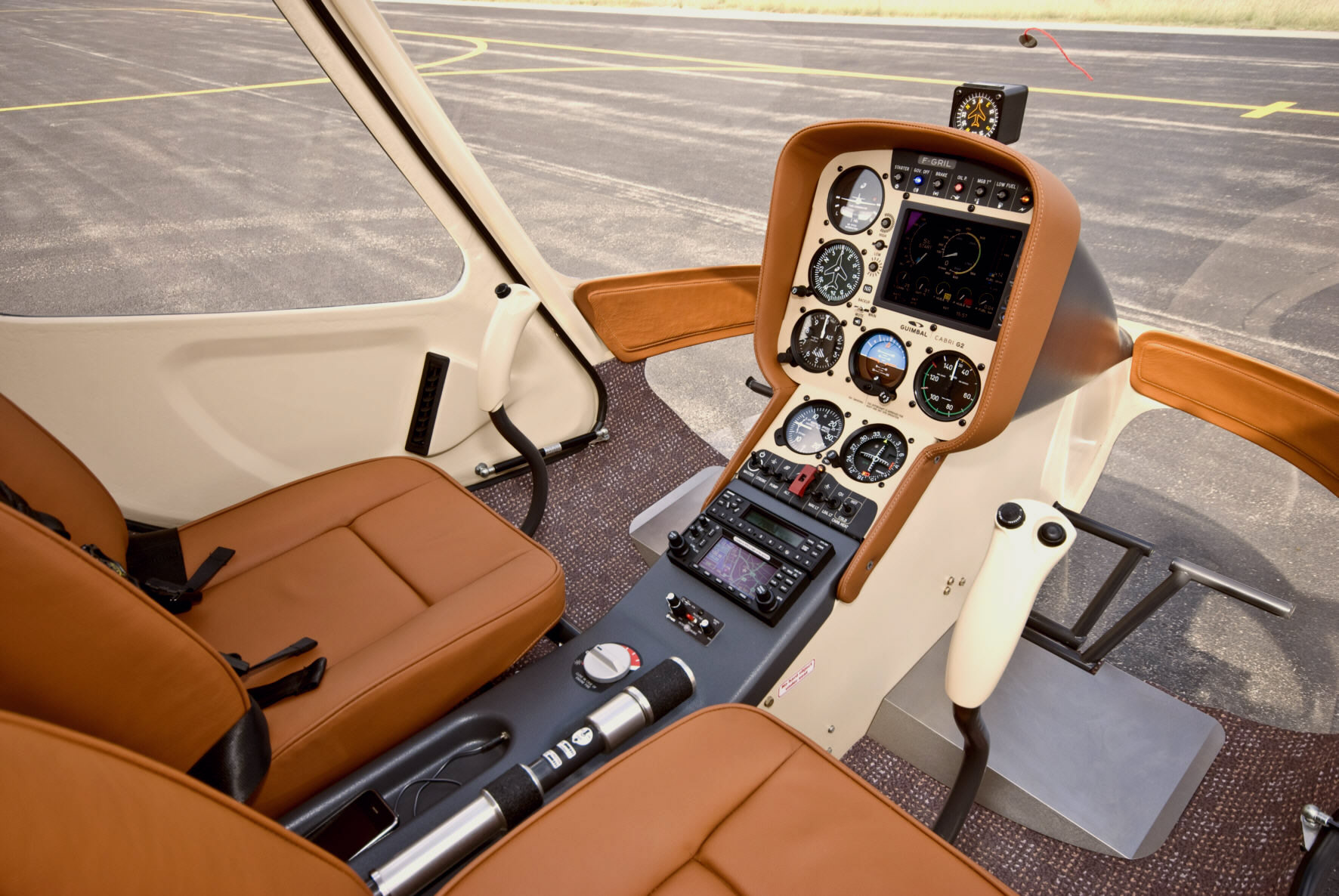
Cockpit de G2
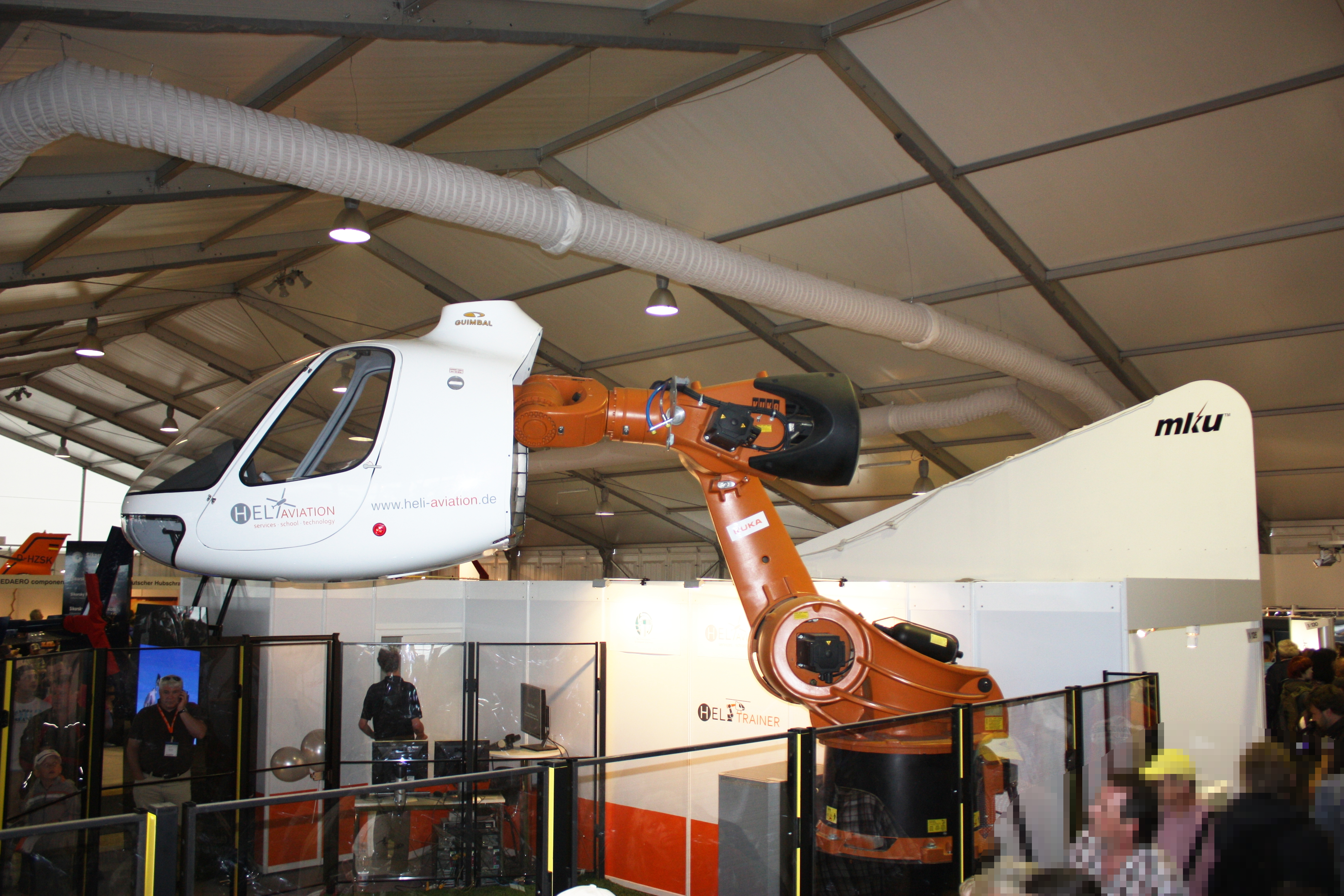
Heli-Trainer avec une cabine de Cabri G2